# 北沙滩站

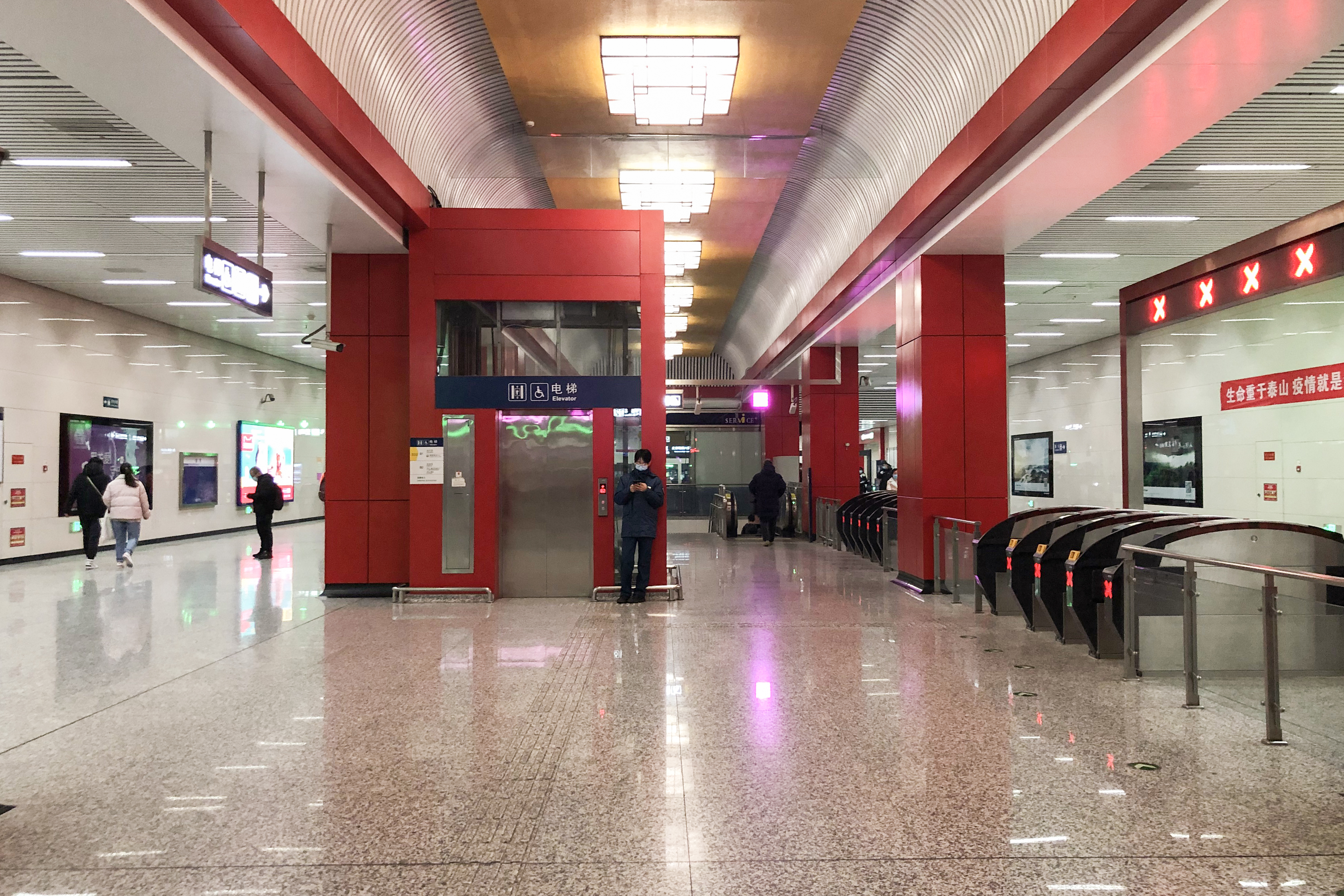
北沙滩站站厅（2021年3月摄）

北沙滩站是北京地铁15号线上的一座车站，于2014年12月28日随15号线一期西段开通投入使用。车站位于北京市海淀区学院路街道与朝阳区奥运村街道交界清华东路、大屯路、京藏高速公路交叉口。

## 位置
北沙滩站位于京藏高速公路（南北向）与清华东路－大屯路交汇处的北沙滩桥西侧，小月河东侧，呈东西走向布置。

## 结构
车站为地下车站，岛式站台设计。采用明挖法施工。
车站采用与一期东段各站一致的中国红风格装饰。
| 地面层          | 地面                           | A－C出入口                       |
| 地下一层 站厅层 | 站厅                           | 客务中心、自动售票机、进出站闸机 |
| 地下二层 站台层 |                                | █ 15号线往清华东路西口（六道口） |
| 地下二层 站台层 | 岛式站台，左側開门             |                                  |
| 地下二层 站台层 | █ 15号线往俸伯（奥林匹克公园） |                                  |

## 出入口
|                           |                                  |                    |      |            |  |
| 编号                      | 指示                             | 建议前往的目的地   | 图片 | 无障碍设施 |  |
| 出口 · A                  | 清华东路（北侧）                 |                    |      | 不適用     |  |
| 出口 · B · 1 · 升降机标志 | G6辅路（西侧）、清华东路（北侧） |                    |      |            |  |
| 出口 · B · 2              | G6辅路（东侧）、大屯路（北侧）   | 红星美凯龙北四环店 |      | 不適用     |  |
| 出口 · C · 升降机标志     | G6辅路（西侧）、清华东路（南侧） |                    |      |            |  |
| 註： 設有                 |                                  |                    |      |            |  |

## 未来发展
北沙滩站未来将成为与规划中19号线北延段的换乘站，由于北沙滩站早期建设中并未预留换乘，未来建设19号线车站时不排除需要封站加建换乘通道。
2025年5月，本站被纳入19号线二期北段工程土建施工07合同段。